# Voxna landskommun
Voxna landskommun var en tidigare kommun i Gävleborgs län. 

## Administrativ historik
Voxna landskommun inrättades den 1 januari 1863 i Voxna socken i Hälsingland  när 1862 års kommunalförordningar trädde i kraft.
Kommunen upphörde vid kommunreformen 1952, då den uppgick i Ovanåkers landskommun. Sedan 1971 tillhör området Ovanåkers kommun.

## Kommunvapen
Voxna landskommun förde inte något vapen.

## Politik

### Mandatfördelning i Voxna landskommun 1938-1946
| 14 | 1 | 1 | 2 | 2 |

| 19 |

| 17 | 2 | 1 |

| 19 |

| 1 | 16 | 3 |

| 18 |

### Fotnoter
1. ↑  Per Andersson: Sveriges kommunindelning 1863-1993, Draking, Mjölby 1993, ISBN 91-87784-05-X, s. 88